# Qintong (köpinghuvudort i Kina, Jiangsu Sheng, lat 32,65, long 120,09)
Qintong (kinesiska: 溱潼镇) är en köpinghuvudort i Kina. Den ligger i provinsen Jiangsu, i den östra delen av landet, omkring 140 kilometer nordost om provinshuvudstaden Nanjing. Antalet invånare är 32 322. Befolkningen består av 16 233 kvinnor och 16 089 män. Barn under 15 år utgör 9,0 %, vuxna 15-64 år 74 %, och äldre över 65 år 15,0 %.
Runt Qintong är det tätbefolkat, med 659 invånare per kvadratkilometer. Närmaste större samhälle är Dainan, 8,2 km norr om Qintong. Trakten runt Qintong består till största delen av jordbruksmark.
Genomsnittlig årsnederbörd är 1 148 millimeter. Den regnigaste månaden är juli, med i genomsnitt 241 mm nederbörd, och den torraste är januari, med 30 mm nederbörd.